# 蒙斯大学
蒙斯大学（法語：Université de Mons）是位于比利时蒙斯的一所大学，通过原蒙斯-埃诺大学和蒙斯综合理工学院而成立了此大学。合并后，因为两个院校处于同一城市而互补性强且更加方便。

## 简介
两所院校于2007年7月6日决定合并，比利时法语社群于2008年11月25日正式接納有關請求，蒙斯大学于2009年1月1日正式成立。卡洛杰罗·孔蒂（Calogero Conti）担任第一任校长，现校长为菲利普·迪布瓦 （Philippe Dubois）。约有5700名学生。